# 塞缪尔·塔费拉
塞缪尔·塔费拉（Samuel Tefera，1999年10月23日—），埃塞俄比亚男子田径运动员，2018年世界室内田径锦标赛男子1500米金牌得主、2022年世界室内田径锦标赛男子1500米金牌得主。